# Верхнее Гридино
Верхнее Гридино — село в Большесолдатском районе Курской области. Входит в Нижнегридинский сельсовет.

## География
Село находится в бассейне реки Немча, в 53 километрах к юго-западу от Курска, в 12 километрах к юго-западу от районного центра — села Большое Солдатское, в 5 км от центра сельсовета – Нижнее Гридино.
Улицы
В селе есть улица Лесная (44 дома).
Климат
Село, как и весь район, расположена в поясе умеренно континентального климата с тёплым летом и относительно тёплой зимой (Dfb в классификации Кёппена).

## Население
| 2002 | 2010 |
| ---- | ---- |
| 70   | ↘42  |

## Транспорт
Верхнее Гридино находится в 4 км от автодороги регионального значения 38К-004 (Дьяконово — Суджа — граница с Украиной), в 3 км от автодороги межмуниципального значения 38Н-079 (38К-004 – Нижнее Гридино – Сула), в 27 км от ближайшего ж/д остановочного пункта 412 км (линия Льгов I — Курск).